# WxPython
wxPython é um wrapper da biblioteca wxWidgets. Assim como a Tkinter, as aplicações são facilmente portáveis. A diferença é que a wxWidgets utiliza um wrapper sobre a interface gráfica padrão do sistema operacional (GTK em Linux, MFC em Windows), o que permite que as aplicações sejam mais facilmente portáveis e que tenham a aparência de uma aplicação nativa.

## Vantagens
- Portabilidade - Aplicações escritas em wxPython rodam praticamente sem problemas em várias plataformas. Esse é provavelmente o principal motivo pelo qual está se tornando bem popular.
- Componentes ricos - Nesse ponto a wxPython é imbatível. Há todo tipo de componentes, prontamente disponíveis, de telas a caixas de texto que interpretam HTML e até mesmo a Scintilla.
- Documentação - o wxPython vem com um demo da maioria dos seus widgets que serve como teste e exemplo de uso.

## Desvantagens
- Desempenho - A performance das aplicações em si não é ruim. O problema é o uso de memória e o tempo de inicialização.
- Instabilidade - Mesmo estando ativamente em desenvolvimento, ainda tem alguns problemas de estabilidade. No mínimo 10% das mensagens na lista wxPython são reportando bugs.
- API complicada - wxWidgets é uma biblioteca com quase 10 anos de idade, que foi sendo remendada precariamente com o passar dos anos. Apesar da wxPython ser um wrapper excelente, muito bem escrito, os problemas da wxWidgets aparecem: API completamente diferente entre alguns componentes e outros, números de ID, macros, etc. Porém tem melhorado bastante a partir da versão 2.5 e o wrapper wxPython oculta bastante a complexidade e idiossincrasias do wxWidgets.
- Documentação - Apesar de alguns tutoriais razoáveis, há pouca documentação específica para wxPython. Para uma referência da biblioteca, tem de se recorrer à referência da wxWidgets. Entretanto, muitas vezes basta seguir o código dos demos (em Python), sem ser necessário recorrer a documentação do wxWidgets.
- IDEs Livres - O wxDesigner é um IDE bom, mas é comercial. Não há nenhum IDE RAD de qualidade e que seja disponível livremente, embora o BoaConstructor pareça muito promissor.

## Exemplo de Código
```
from
 
wxPython.wx
 
import
 
*

ID_ABOUT
 
=
 
101

ID_EXIT
  
=
 
102

class
 
MyFrame
(
wxFrame
):

    
def
 
__init__
(
self
,
 
parent
,
 
ID
,
 
title
):

        
wxFrame
.
__init__
(
self
,
 
parent
,
 
ID
,
 
title
,

                         
wxDefaultPosition
,
 
wxSize
(
200
,
 
150
))

        
self
.
CreateStatusBar
()

        
self
.
SetStatusText
(
"This is the statusbar"
)

        
menu
 
=
 
wxMenu
()

        
menu
.
Append
(
ID_ABOUT
,
 
"&About"
,

                    
"More information about this program"
)

        
menu
.
AppendSeparator
()

        
menu
.
Append
(
ID_EXIT
,
 
"E&xit"
,
 
"Terminate the program"
)

        
menuBar
 
=
 
wxMenuBar
()

        
menuBar
.
Append
(
menu
,
 
"&File"
);

        
self
.
SetMenuBar
(
menuBar
)

class
 
MyApp
(
wxApp
):

    
def
 
OnInit
(
self
):

        
frame
 
=
 
MyFrame
(
NULL
,
 
-
1
,
 
"Hello from wxPython"
)

        
frame
.
Show
(
true
)

        
self
.
SetTopWindow
(
frame
)

        
return
 
true

app
 
=
 
MyApp
(
0
)

app
.
MainLoop
()

```